# Benjaminas Zelkevičius
Benjaminas Zelkevičius (Vilnius, 6 de fevereiro de 1944) é um ex-futebolista e treinador de futebol lituano.

## Carreira como jogador
Em sua carreira de jogador, que durou 10 anos, Zelkevičius defendeu apenas 2 clubes - o Žalgiris Vilnius e o Shakhtar Donetsk, então um clube de menor expressão no futebol da União Soviética. Em 1973, aposentou-se ainda jovem, com 29 anos.

## Carreira de técnico
Após 3 anos longe do futebol, voltaria aos gramados em 1976, desta vez como treinador do Šviesa Vilnius. Em seu país, comandou também Žalgiris Vilnius e Ateitis (também da capital lituana). Destacou-se em clubes da vizinha Rússia, onde treinaria KAMAZ-Chally, Rotor Volgogrado, Shinnik Yaroslavl, Baltika Kaliningrado (também foi consultor-técnico) e Luch-Energiya Vladivostok. Foi também auxiliar-técnico do Austria Wien e comandou ainda o Liepājas Metalurgs.
Foi também o primeiro técnico da Seleção Lituana após a independência do país em relação à URSS, em 1990. Treinaria o selecionado ainda entre 1995 e 1997 e 2001 a 2002.